# Drozdaczek czarnoszyi
Drozdaczek czarnoszyi, drozdoń czarnoszyi (Geokichla dohertyi) – gatunek małego ptaka z rodziny drozdowatych (Turdidae), zamieszkującego Indonezję. Bliski zagrożenia wyginięciem.

## Występowanie
Występuje endemicznie na Małych Wyspach Sundajskich – na wyspach Lombok, Sumbawa, Flores, Sumba i Timor.

## Systematyka
Po raz pierwszy opisany przez Ernsta Harterta pod nazwą Geocichla dohertyi na podstawie okazu znalezionego na Lombok. Gatunek monotypowy, nie wyróżniono podgatunków.

## Morfologia
Długość ciała 16–18 cm. Długość skrzydła: samce 10,5 cm, samice około 10 cm. Długość ogona: samce 73–74 mm, samice 69–70 mm. Głowa, szyja i pierś koloru czarnego oprócz białych plam za dziobem i okiem. Upierzenie na grzbiecie koloru rdzawego. Ogon czarny. Brzuch koloru białego z czarnymi i jasnobrązowymi plamami. Dziób czarniawy. Pokrywy małe skrzydła koloru rdzawego, pokrywy duże i lotki czarno-białe. Nogi białawe lub różowe. U młodych na czubku głowy kasztanowate smugi, płowo-biała twarz i gardło. Na piersi koloru rdzawego czarne plamy, dolne partie ciała białawe.

## Tryb życia
Ptak ten zasiedla wiecznie zielone górskie lasy, czasami spotyka się go również w zdegradowanych siedliskach, takich jak wsie sąsiadujące z lasem. Na Sumbie obfitują tereny z dużą gęstością wysokich drzew  i gęstą pokrywą roślinną i dlatego preferuje wysokogórskie lasy pierwotne. Rejestrowane wysokości: 460–1650 m na Lombok, 400–1700 m na Sumbawa, 350–1550 m na Flores, 200–1200 m na Sumba i 1050–2300 m na zachodnim Timorze. Prawdopodobnie osiadły tryb życia.
Pokarm zdobywa głównie na ziemi, czasami także na drzewach. Najczęściej obserwuje się go w środkowej kondygnacji lasu. Od czasu do czasu występuje na owocujących drzewach w grupach liczących do pięciu osobników, często w towarzystwie drozdaczka kasztanowołbistego (G. interpres).
Ostatnie opierzone ptaki na Sumba spotyka się od końca lipca do początku sierpnia, ale w tym czasie widuje się też śpiewające ptaki, co oznacza przedłużony sezon rozrodczy. Młode na Sumbawa i Flores spotyka się od sierpnia do września. W niewoli samica składa 3 jaja, okres inkubacji wynosi 15 dni, a młode opuszczają gniazdo po 14 dniach.

## Status
W Czerwonej księdze gatunków zagrożonych Międzynarodowej Unii Ochrony Przyrody został zaliczony do kategorii NT (bliski zagrożenia). Całkowita populacja szacowana jest na 24 600–47 300 osobników. Globalna populacja nie wydaje się być zagrożona.